# Convento di San Carlo Borromeo
Il convento di San Carlo Borromeo (Convento de San Carlos Borromeo in spagnolo) è un complesso di edifici religiosi situato nella cittadina argentina di San Lorenzo, nella provincia di Santa Fe. Il 3 febbraio 1813 il campo antistante il convento fu teatro della battaglia di San Lorenzo, un breve scontro durante il quale i Granatieri a cavallo di José de San Martín riuscirono a mettere in fuga le truppe realiste spagnole.
Con la legge N° 12.648 del 2 ottobre 1940 il convento ed il campo antistante furono dichiarati monumenti nazionali dell'Argentina. Ospita al suo interno i locali del Museo Storico del Convento di San Carlo.

## Storia
Il convento fu costruito tra il 1792 ed il 1796 per ospitare i frati francescani. Nel 1807 fu iniziata la costruzione della chiesa sotto la direzione dell'architetto Juan Bautista Segismundo.
Nei primi giorni di febbraio José de San Martín, insieme ai suoi uomini, inseguì una nave spagnola che navigava sul Paraná. Dopo essersi acquartierato nel convento attaccò di sorpresa le truppe realiste che erano sbarcate a breve distanza. Quello di San Lorenzo fu l'unica battaglia combattuta da San Martín su quello che attualmente è suolo argentino.
Il 12 aprile 1819 durante la guerra civile fu siglato un armistizio tra il caudillo di Santa Fe Estanislao López e quello di Entre Ríos Francisco Ramírez.
Nel 1828 la chiesa del convento, dedicata a San Lorenzo, fu ultimata. La torre campanaria e la cupola furono terminate invece nel 1850.